# Paul-Armand Gette
Paul-Armand Gette (13. května 1927, Lyon – 8. ledna 2024) byl francouzský umělec, fotograf, spisovatel, sochař, kameraman, výtvarník a malíř.

## Životopis
Paul-Armand Gette, známý pod zkratkou PAG, zahájil svou uměleckou činnost v roce 1955 ohořelými předměty, Kalcinace. Poté od roku 1959/1960 pracoval s verbálními Krystalizacemi a knihtiskovými dopisy. Jednalo se o plastiky, grafiky nebo fotografie vytvořené z písmen různých velikostí.
Konkrétním předmětem studia jsou „hrany“, ať už jde o okraj lesa, pláž nebo lem sukně. Tyto hrany jsou popsány pomocí vědeckých metod. To zahrnuje fotografování, seznamování a kategorizaci pomocí Linného nomenklatury v případě brouků a rostlin.
Díky tomuto způsobu práce je PAG zařazen do forenzní vědy , součásti konceptuálního umění. Začlenění vědeckých metod do jeho umění ho vedlo k měření oblázků, jejich zaznamenávání, výběru různých oblázkových vzorků, jejich fotografování a vystavování a publikování výsledků.
Od roku 1970 pracoval s malými dívkami. Jeho modelky, které byly v té době ještě nezletilé, jsou vyfotografovány na většině fotografií – v souladu s tím, že PAG preferoval okraje – jsou zobrazeny pouze detaily, jako je bota, sukně nebo ústa.
Zpočátku malá děvčata jen fotografoval, později, když vyrostly, se z toho stalo „dotýkání se modelky“ (Le toucher du modelèle). Modelkou však není jen mladá dívka (nymfa), ale také Nymphea (leknín). PAG si pohrával s nejednoznačností a zároveň citoval francouzského impresionistu Clauda Moneta s jeho malbami leknínů.
Opakujícím se tématem jsou oblázky, které sbíral od roku 1963  a používal je ve své tvorbě.

## Projekty
- Od roku 1994 pracoval na Chroniken Aphrodites
- Od roku 1966 byl redaktorem (spolu s Turidem Wadsteinem) časopisu Eter.
- Četné výstavy od roku 1960, včetně documenta 6 (1977), São Paulo Biennale (1981), documenta urbana (1982).